# Grille mécanique
 (novembre 2023).
Si vous disposez d'ouvrages ou d'articles de référence ou si vous connaissez des sites web de qualité traitant du thème abordé ici, merci de compléter l'article en donnant les références utiles à sa vérifiabilité et en les liant à la section « Notes et références ».
 (novembre 2023).
Une grille mécanique est un système de combustion pour le charbon.

## Fonctionnement
Cette grille est composée d'un tapis métallique perméable à l'air. La rotation de la grille entraine une couche de charbon dont la hauteur est déterminée par un limiteur de couche.
La vitesse d'avance de la grille et l'épaisseur de la couche déterminent la puissance.
Ce principe existe depuis les années 1950 et est toujours utilisé aujourd'hui dans des chaudières et des fours industriels.